# Ma (film 2019)
Ma è un film thriller psicologico statunitense del 2019 diretto da Tate Taylor, scritto da Scotty Landes e prodotto dalla Blumhouse Productions. Interpretato da Octavia Spencer nel ruolo della protagonista, il film racconta la storia di una donna solitaria che instaura un rapporto apparentemente amichevole con un gruppo di adolescenti, rivelando però presto comportamenti inquietanti e motivazioni legate a un trauma del passato.

## Trama
L'adolescente Maggie Thompson, dopo il divorzio dei genitori, si trasferisce con sua madre Erica nella città natale di quest'ultima nell'Ohio. Nella nuova scuola la ragazza fa amicizia con i compagni Haley, Darrell, Chaz e Andy, il quale sviluppa subito una cotta per lei. Il gruppo convince Sue Ann Ellington, una donna di mezza età che lavora come assistente veterinaria, ad aiutarli a comprare alcolici nonostante siano minorenni. Sue Ann denuncia anonimamente le attività dei ragazzi, che però sono rilasciati in quanto il poliziotto che arriva sul posto ricorda il padre di Andy, Ben, come un bullo ai tempi della scuola, dimostrando di averne poca simpatia, e li lascia andare. La donna invita il gruppo a bere nel suo seminterrato e successivamente arreda il posto, trasformandolo in un luogo di festa per i ragazzi e rendendola pertanto popolare tra gli studenti.
L'ospitalità di Sue Ann comincia però a infastidire il gruppo, dato che inizia a molestarli in modo ossessivo per convincerli a passare del tempo con lei. Una notte vede Andy e Maggie baciarsi e si ingelosisce: la donna difatti prova una morbosa attrazione verso il ragazzo, dato che era innamorata di suo padre Ben al liceo. Successivamente la donna droga Maggie e le ruba gli orecchini. La ragazza si risveglia senza memoria di quanto accaduto e, spaventata, chiede a Andy di non tornare più al seminterrato.
Per riguadagnare la fiducia del gruppo, Sue Ann mente loro dicendo di avere un cancro al pancreas. Haley si accorge però che la donna indossa un braccialetto di una loro amica, quindi lei e Maggie sospettano che stia rubando i loro gioielli e vanno a casa sua per indagare. Una volta entrate, scoprono che Sue Ann conserva nella propria camera da letto delle foto fatte a loro insaputa, più foto dei loro genitori. Le due sono quindi sorprese dalla figlia, Genie, una loro compagna di scuola costretta sulla sedia a rotelle che si dimostra in grado di camminare e che le avverte di fuggire.
Ben lascia il suo gatto a Sue Ann e la invita a bere qualcosa ad un bar, dove la affronta riguardo alla scoperta che suo figlio Andy stia passando così tanto tempo a casa sua e le intima di stare lontana dal ragazzo. Tramite un flashback, si scopre che al liceo Ben aveva ingannato Sue Ann, facendole credere di voler avere un rapporto con lei in un ripostiglio. La ragazza aveva eseguito una fellatio, salvo poi scoprire che si trattava di un altro studente. Ben aveva inoltre fatto assistere alla scena buona parte della scuola (incluse Mercedes, con cui ora è fidanzato, e una giovane Erica), causando in Sue Ann un trauma e un'umiliazione devastante da cui non si è mai più ripresa.
Sue Ann, sempre più instabile dopo l'incontro con Ben, uccide Mercedes (investendola con un camion) e il proprio capo, poi preleva del sangue dal cane di Maggie e attira Ben a casa sua, mettendolo fuori combattimento. Poi lo lega ad un letto e gli inietta il sangue dell'animale, lasciandolo morire dopo avergli tagliato un polso. Maggie racconta a Erica la verità sul suo rapporto con Sue Ann, al che la madre la castiga e va a parlare con la donna per rimproverarla di aver fatto bere degli adolescenti in quel modo, rendendosi conto della sua instabilità mentale in quanto continua a ritenerla gelosa per essere diventata "popolare" con i ragazzi. Tramite un messaggio, Maggie scopre che Sue Ann si trova con Andy nel seminterrato durante i festeggiamenti del compleanno di Chaz, quindi li raggiunge per convincere i compagni ad andarsene ma scopre che i suoi amici sono stati drogati. Mentre cerca aiuto, si imbatte nel corpo di Ben, prima di essere stesa da Sue Ann.
Maggie si risveglia incatenata nel seminterrato dove assiste al supplizio dei suoi amici per mano della donna: a Chaz viene ustionato l'addome con un ferro da stiro, ad Haley cucita la bocca e a Darrell viene dipinta di bianco la faccia. Andy si sveglia e tenta di sedurre Sue Ann per distrarla, arrivando a baciarla, ma lei lo pugnala, avendo capito che sta mentendo. Dopo aver ucciso un agente di polizia giunto sul posto, Sue Ann si fa fare da Maggie una grottesca fotografia con i suoi amici mutilati in una sorta di imitazione di ciò che avrebbe sempre voluto, ma non è mai riuscita ad ottenere. Cerca quindi di impiccare la ragazza, finché non interviene Genie; nel frattempo, il resto del gruppo si sveglia scoprendo quanto è successo loro e che devono uscire da lì dato che la casa è in fiamme. Erica chiama il suo collega Stu per raggiungere Maggie, salvando i ragazzi. Sue Ann incolpa Erica di non aver impedito a Ben di umiliarla a scuola e cerca di buttare Genie nel fuoco, ma Maggie riesce a ferirla gravemente prima che possa farlo.
Mentre il gruppo, disorientato, si chiede cos'è successo, Sue Ann raggiunge il cadavere di Ben e si sdraia accanto a lui mentre la casa brucia attorno a loro.

## Produzione
Le riprese del film, svolte a Natchez, sono state effettuate fra febbraio e marzo 2018.
Il budget del film è stato di 5 milioni di dollari.

## Promozione
Il primo trailer del film viene diffuso il 13 febbraio 2019, mentre la versione italiana il 4 marzo.

## Distribuzione
La pellicola è stata distribuita nelle sale cinematografiche statunitensi a partire dal 31 maggio 2019, mentre arriva in quelle italiane dal 27 giugno.

## Accoglienza

### Incassi
Ma ha incassato 45,3 milioni di dollari nel Nord America e 15,2 nel resto del mondo, per un totale di 60,5 milioni di dollari.

### Critica
Sull'aggregatore Rotten Tomatoes il film riceve il 54% delle recensioni professionali positive, con un voto medio di 5,61 su 10 basato su 192 critiche, mentre su Metacritic ottiene un punteggio di 53 su 100 basato su 39 critiche. In Italia, il critico cinematografico Simone Emiliani su Sentieri Selvaggi scrive che il film è "ossessivo nella scrittura e inconsistente nella messinscena"

## Riconoscimenti
- 2019 - Saturn Award[9]
  - Candidatura per il miglior film thriller
  - Candidatura per la migliore attrice a Octavia Spencer